# Eucosmocydia oedipus
Eucosmocydia oedipus är en fjärilsart som beskrevs av Diakonoff 1988. Eucosmocydia oedipus ingår i släktet Eucosmocydia och familjen vecklare. Inga underarter finns listade i Catalogue of Life.